# Psychoda wirthi
Psychoda wirthi és una espècie d'insecte dípter pertanyent a la família dels psicòdids.

## Descripció
- Antenes amb 15 artells.[5]

## Distribució geogràfica
Es troba a Samoa i les illes Hawaii.